# Harry Greenbank
Harry Greenbank, född 11 september 1865, död 26 februari 1899, var en  engelsk sångtextförfattare under sent 1800-tal. Han skrev texter till föreställningar som A Runaway Girl, A Greek Slave, San Toy, The Geisha och The Circus girl.